# Chaumala
Chaumala (nep. चौमाला) – gaun wikas samiti w zachodniej części Nepalu w strefie Seti w dystrykcie Kailali. Według nepalskiego spisu powszechnego z 2001 roku liczył on 2958 gospodarstw domowych i 18698 mieszkańców (9496 kobiet i 9202 mężczyzn).